# Vieux chêne d'Oberlarg
Le vieux chêne d'Oberlarg, situé sur le ban communal du village d'Oberlarg dans le Haut-Rhin, est considéré comme le plus vieil arbre du département et est répertorié parmi les dix plus vieux arbres de France.[réf. nécessaire]
La circonférence de son tronc est de 6,7 mètres, sa hauteur de 32 m et son âge estimé est supérieur à 500 ans. 
Sa forme étalée suggère qu'il a grandi initialement dans un milieu de pâturage ouvert. Son état sanitaire est très dégradé du fait de son âge et de la concurrence de la plantation d'épicéas qui l'entoure .